# Built to Last
Built to Last – dziesiąty album studyjny szwedzkiego zespołu power metalowego Hammerfall wydany 4 listopada 2016 roku przez Napalm Records.

## Lista utworów
1. „Bring It!” – 4:19
2. „Hammer High” – 4:38
3. „The Sacred Vow” – 4:12
4. „Dethrone and Defy” – 5:11
5. „Twilight Princess” – 5:04
6. „Stormbreaker” – 4:52
7. „Built to Last” – 3:53
8. „The Star of Home” – 4:47
9. „New Breed” – 5:02
10. „Second to None” – 5:30

## Twórcy
- Joacim Cans – Wokal
- Oscar Dronjak – Gitara, Wokal
- Pontus Norgren – Gitara, Wokal
- Fredrik Larsson – Gitara Basowa, Wokal
- David Wallin – Perkusja